# Кокю
Кокю (яп. 胡弓 кокю:) — традиционный японский трёхструнный смычковый музыкальный инструмент. Кокю появился в Японии; вероятно, он эволюционировал из сямисэна под влиянием европейского ребека. Сочетание сямисэна и кокю используется в народной и камерной японской музыке; в театрах кабуки, бунраку кокю применяется для создания печального настроения.

## История и название
В современном японском языке слово «кокю» может записываться иероглифами яп. 胡弓 («варварский лук», «иностранный лук»), реже яп. 鼓弓, яп. 小弓 («маленький лук»). В прошлом существовали названия японский кокю (яп. 和胡弓 вагоккю:), «кокю Ямато» (яп. 大和胡弓 яматогоккю:), «японский кокю» (яп. 日本胡弓 нихонкокю:), сямисэн-кокю (яп. 三味線胡弓) и т. д., призванные отличать кокю от похожего китайского инструмента эрху.
Раннее название кокю — «рахэйка» (яп. ラヘイカ) — позволяет предположить влияние со стороны арабского ребаба или произошедшего от него европейского ребека. Внешне кокю напоминает тайский сосамсай, корейский хэгым и рюкюский «кутё» (яп. 提琴 ку:тё:), причём отношения между последними двумя остаются невыясненными.
Первые кокю имели более круглый корпус меньшего размера. После появления кокю стал популярен как среди низших слоёв населения, так и в гильдиях слепых музыкантов, создавших первые произведения для кокю. Со временем кокю вошёл в камерную музыку санкёку, где использовался для заполнения пауз между отрывисто звучащими нотами сямисэна и кото; ансамбль бунраку и танцевальную музыку дзиута, а также в церемониальную музыку религии тэнрикё.
В середине XVIII века появился четырёхструнный кокю (добавочная струна дублирует самую тонкую). После 1871 года были ослаблены ограничения на круг лиц, которым разрешено играть на флейте сякухати, и она почти полностью заменила кокю в камерной музыке, хотя некоторые произведения, в частности «Снег» (яп. 雪 юки), предпочитают исполнять именно с кокю. Другие знаменитые произведения для кокю — камерные «Песня ржанок» (яп. 千鳥の曲 тидори но кёку), «Сакаэ-дзиси» (яп. 栄獅子), народные Эттю-овара-буси и Мугия-буси. На кокю играют на фестивале Овара кадзэ-но Бон.
Музыканты XX века начали экспериментировать с кокю начиная с 1920-х годов: Хисао Танабэ придумал рэйкин (яп. 玲琴), Сэйкин Томияма проделал в кото отверстие как на виолончели для улучшения акустических качеств инструмента.

## Внешний вид
Кокю меньше сямисэна: обычно он имеет длину около 70 сантиметров, длина смычка — от 95 до 120 см. По конструкции кокю почти идентичен сямисэну, за исключением 8-сантиметрового шпиля, расположения и формы порожка-струнодержателя и отсутствия специфического элемента конструкции, ответственного у сямисэна за звук «савари».
Корпус кокю спереди обтягивают кошачьей, а сзади — собачьей кожей. Смычок изготавливается из конского волоса.
Кокю держат вертикально, упирая к колени, либо (реже) перед собой. В отличие от скрипки и эрху, корпус которых при игре не движется, кокю требует другой техники: для выбора нужной струны исполнитель вращает весь инструмент вокруг своей оси, движения смычка выполняются в одной плоскости; аналогичный способ используется с яванским ребабом и тайским сосамсаем.

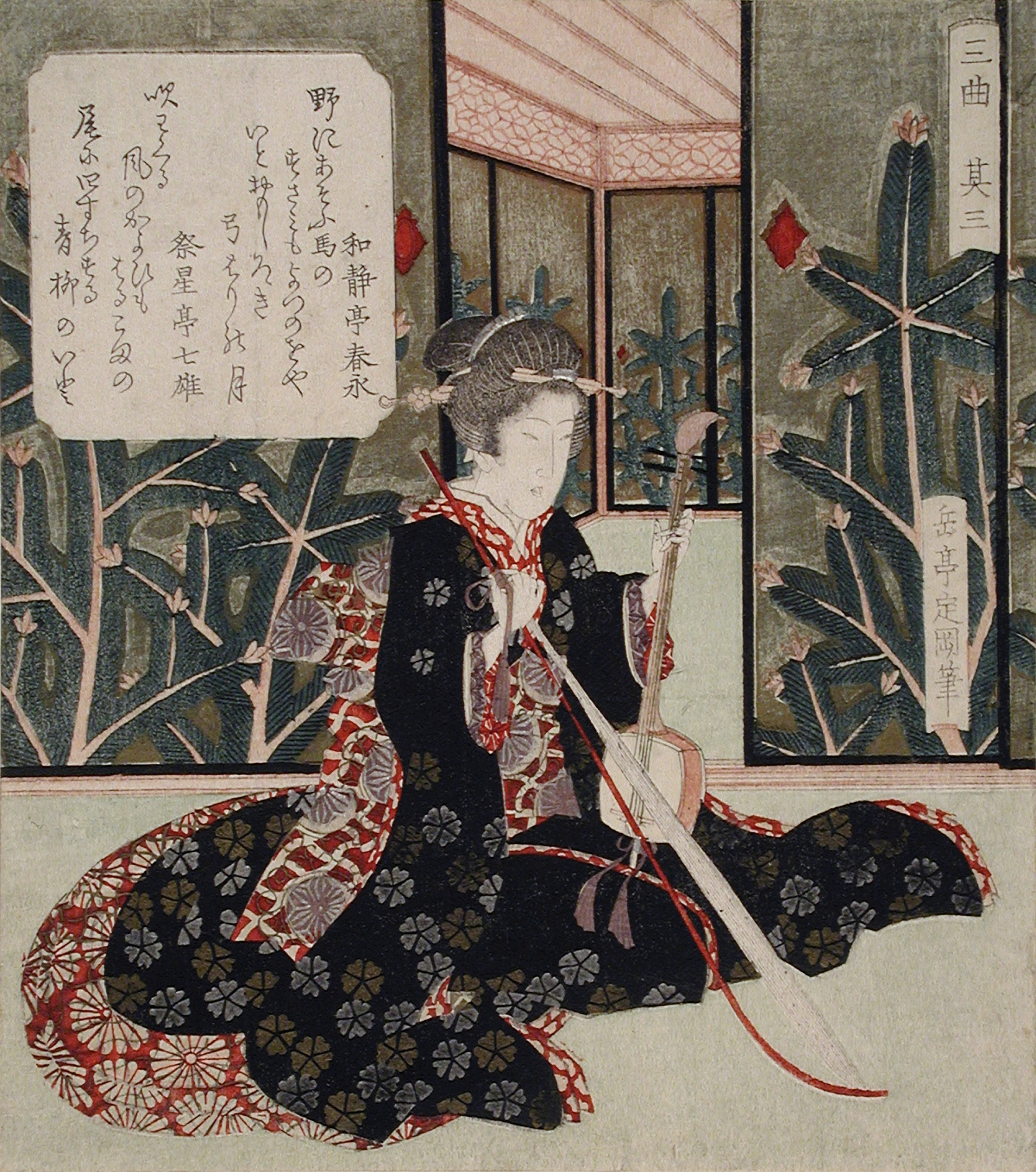
Кокю, гравюра начала XIX века
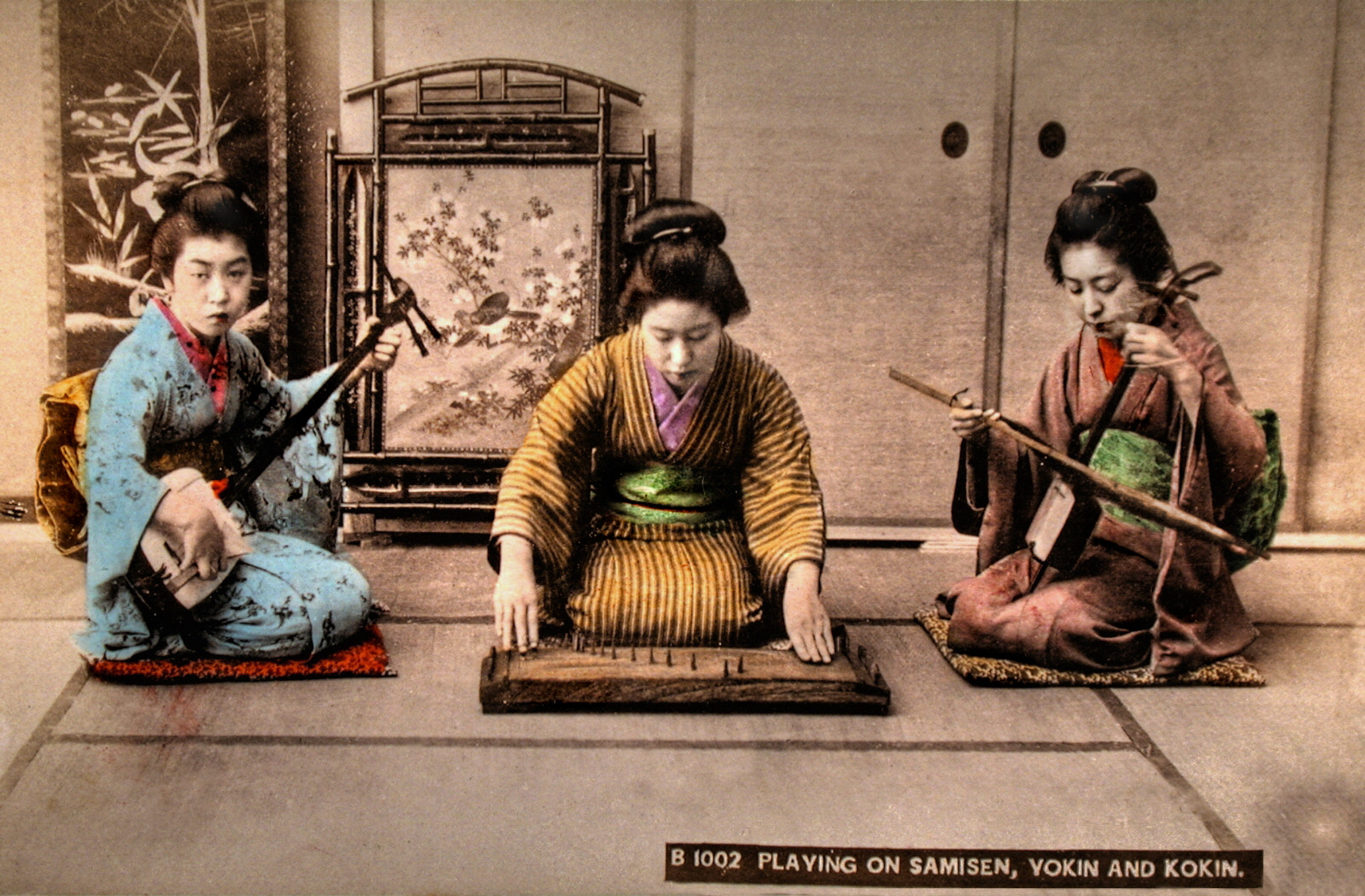
Ансамбль из сямисэна, кото и кокю
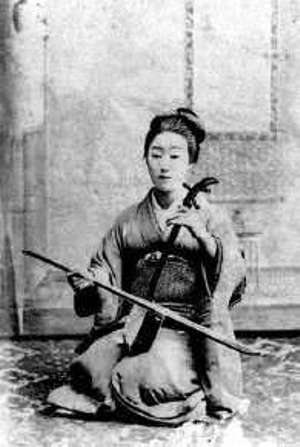
Гейша Оюки[англ.] играет на кокю, 1904